# Meridià 54 a l'est
El meridià 54 a l'est de Greenwich és una línia de longitud que s'estén des del pol Nord travessant l'oceà Àrtic, Àsia, l'oceà Índic, l'oceà Antàrtic i l'Antàrtida fins al pol Sud.
El meridià 54 a l'est forma un cercle màxim amb el meridià 126 a l'oest. Com tots els altres meridians, la seva longitud correspon a una semicircumferència terrestre, uns 20.003,932 km. Al nivell de l'Equador, és a una distància del meridià de Greenwich de 6.011 km.

## De Pol a Pol
Començant en el pol Nord i dirigint-se cap al pol Sud, aquest meridià travessa:
| Coordenades                             | País, territori o mar | Notes                                                 |
| --------------------------------------- | --------------------- | ----------------------------------------------------- |
| 90° 0′ N, 54° 0′ E / 90.000°N,54.000°E  | Oceà Àrtic            |                                                       |
| 80° 36′ N, 54° 0′ E / 80.600°N,54.000°E | Rússia                | Illa de Nansen, Terra de Francesc Josep               |
| 80° 26′ N, 54° 0′ E / 80.433°N,54.000°E | Mar de Barents        |                                                       |
| 80° 20′ N, 54° 0′ E / 80.333°N,54.000°E | Rússia                | Illa Royal Society, Terra de Francesc Josep           |
| 80° 17′ N, 54° 0′ E / 80.283°N,54.000°E | Mar de Barents        |                                                       |
| 73° 47′ N, 54° 0′ E / 73.783°N,54.000°E | Rússia                | Illa Séverni, Nova Terra                              |
| 73° 37′ N, 54° 0′ E / 73.617°N,54.000°E | Mar de Barents        |                                                       |
| 73° 17′ N, 54° 0′ E / 73.283°N,54.000°E | Rússia                | Illa Iujni, Nova Terra                                |
| 70° 43′ N, 54° 0′ E / 70.717°N,54.000°E | Mar de Barents        | Mar de Petxora                                        |
| 68° 58′ N, 54° 0′ E / 68.967°N,54.000°E | Rússia                | Península Khodovarikha                                |
| 68° 55′ N, 54° 0′ E / 68.917°N,54.000°E | Mar de Barents        | Badia de Petxora                                      |
| 68° 13′ N, 54° 0′ E / 68.217°N,54.000°E | Rússia                |                                                       |
| 51° 10′ N, 54° 0′ E / 51.167°N,54.000°E | Kazakhstan            |                                                       |
| 42° 20′ N, 54° 0′ E / 42.333°N,54.000°E | Turkmenistan          | passa a través del llac Garabogazköl                  |
| 37° 20′ N, 54° 0′ E / 37.333°N,54.000°E | Iran                  |                                                       |
| 26° 45′ N, 54° 0′ E / 26.750°N,54.000°E | Golf Pèrsic           |                                                       |
| 26° 34′ N, 54° 0′ E / 26.567°N,54.000°E | Iran                  | Illa Kays                                             |
| 26° 30′ N, 54° 0′ E / 26.500°N,54.000°E | Golf Pèrsic           |                                                       |
| 24° 5′ N, 54° 0′ E / 24.083°N,54.000°E  | Emirats Àrabs Units   | Emirat d'Abu Dhabi                                    |
| 22° 46′ N, 54° 0′ E / 22.767°N,54.000°E | Aràbia Saudita        |                                                       |
| 19° 40′ N, 54° 0′ E / 19.667°N,54.000°E | Oman                  |                                                       |
| 16° 56′ N, 54° 0′ E / 16.933°N,54.000°E | Oceà Índic            | Golf d'Aden                                           |
| 12° 39′ N, 54° 0′ E / 12.650°N,54.000°E | Iemen                 | Illa de Socotra                                       |
| 12° 19′ N, 54° 0′ E / 12.317°N,54.000°E | Oceà Índic            | Passa a l'est de les illes Almirall, Seychelles       |
| 60° 0′ S, 54° 0′ E / 60.000°S,54.000°E  | Oceà Antàrtic         |                                                       |
| 65° 52′ S, 54° 0′ E / 65.867°S,54.000°E | Antàrtida             | Territori Antàrtic Australià, reclamada per Austràlia |